# SMS Dresden (1907)
Lo SMS Dresden fu un incrociatore leggero della Kaiserliche Marine tedesca, prima unità dell'omonima classe, entrato in servizio nel novembre del 1908 e attivo durante le prime fasi della prima guerra mondiale; assegnato allo Ostasiengeschwader, partecipò alle battaglie di Coronel e delle Falkland, finendo infine per autoaffondarsi il 14 marzo 1915 al termine della battaglia di Más a Tierra.

## Storia

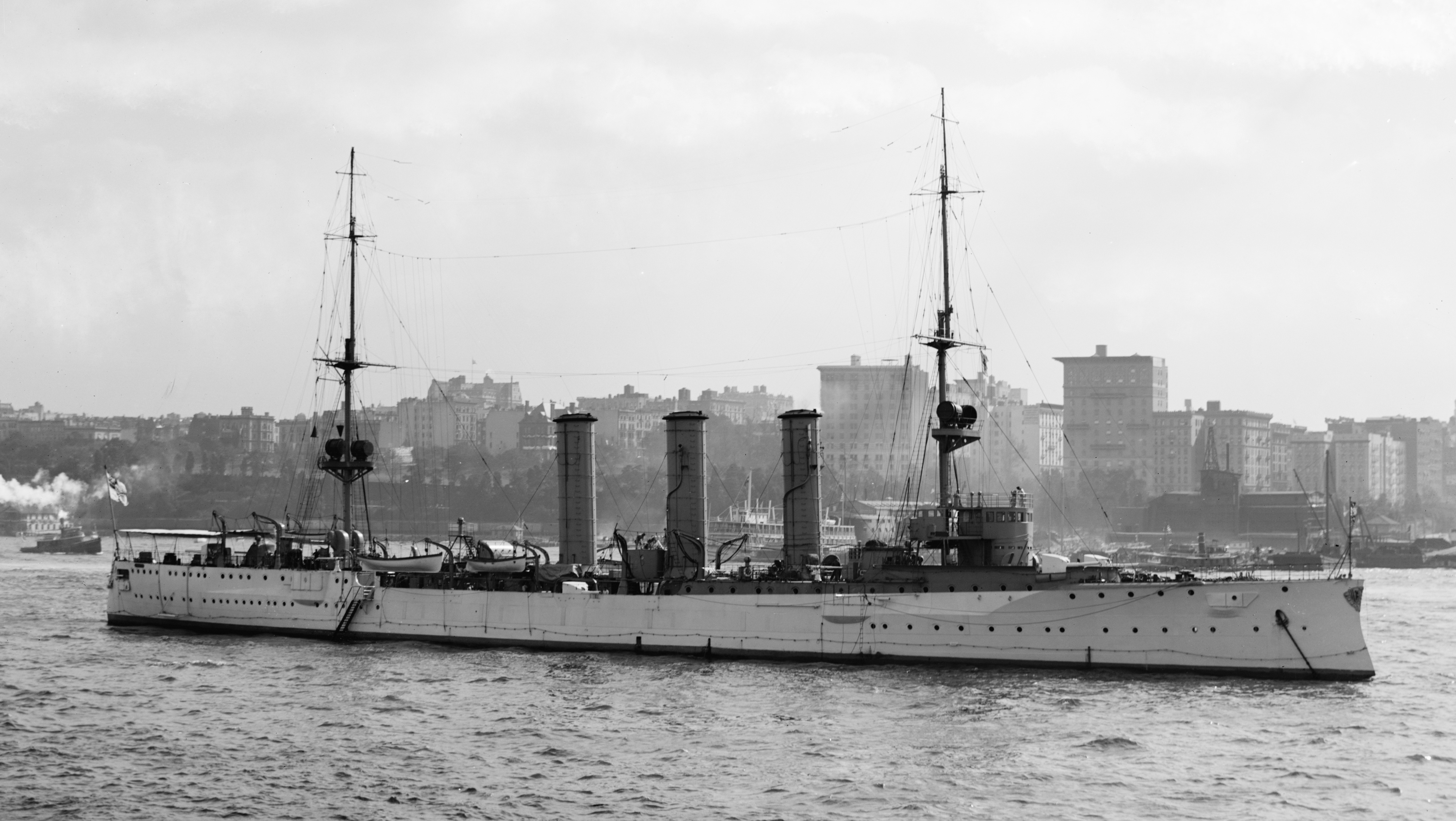
Il Dresden nel 1909, al largo di New York

Impostata nei cantieri Blohm und Voss di Amburgo nel 1906, la nave fu varata il 5 ottobre 1907 con il nome di Dresden in onore dell'omonima città tedesca; la nave entrò in servizio il 14 novembre 1908, ma il 28 novembre seguente, durante delle prove in mare, entrò in collisione con il mercantile svedese Cäcilie, riportando gravi danni che la obbligarono a tornare il cantiere per le riparazioni.
Ritornato in servizio il 7 settembre 1909, il Dresden fu inviato negli Stati Uniti per prendere parte a una parata navale internazionale davanti a New York tra il 24 settembre e il 9 ottobre 1909, tornando poi in patria il 22 ottobre seguente. Assegnato alla squadra da ricognizione della Hochseeflotte, servì principalmente nelle acque di casa; il 16 febbraio 1910, davanti a Kiel, il Dresden entrò in collisione con l'incrociatore SMS Königsberg, riportando però solo danni leggeri. Il 23 settembre 1913 l'incrociatore, ora al comando del capitano Fritz Lüdecke, fu assegnato alla squadra del Mediterraneo insieme allo SMS Straßburg, ma il 27 dicembre seguente ricevette ordine di recarsi in Messico come rappresentante degli interessi della Germania nell'area, approdando al porto di Veracruz il 21 gennaio 1914; l'incrociatore passò i mesi seguenti impegnato in operazioni di pattugliamento nella zona dei Caraibi, e tra il 20 e il 24 luglio 1914 scortò il presidente messicano Victoriano Huerta durante il suo viaggio in esilio nella Giamaica.

### Prima guerra mondiale
Sul finire del luglio del 1914 il Dresden si incontrò con l'incrociatore SMS Karlsruhe per ricevere il cambio e rientrare in patria, ma allo scoppio della prima guerra mondiale nell'agosto seguente ricevette ordine di operare contro il traffico navale britannico nell'Atlantico del sud: tra il 6 e l'8 agosto seguenti il Dresden fermò diversi mercantili, ma nel rispetto della convenzione dell'Aia Lüdecke li rilasciò indisturbati in quanto non trasportavano materiali bellici. Solo il 15 agosto il Dresden fece la sua prima vittima, il mercantile Hyades, seguito il 26 agosto seguente dallo Holmwood: gli equipaggi, evacuati prima degli affondamenti, furono poi inviati in porti neutrali. Il 18 settembre 1914 il Dresden entrò nell'oceano Pacifico via stretto di Magellano e qui si imbatté nel mercantile britannico RMS Ortega, diretto in senso opposto lungo la rotta Valparaíso - Montevideo: a dispetto della velocità più ridotta rispetto all'incrociatore, il mercantile riuscì a seminare l'inseguitore rifugiandosi nello stretto di Nelson, le cui acque erano troppo basse per il Dresden. Il 10 ottobre il Dresden si trasferì al largo dell'isola di Pasqua, dove due giorni dopo si aggregò alla "Squadra dell'Estremo Oriente" (Ostasiengeschwader) dell'ammiraglio Maximilian von Spee, diretto verso l'Atlantico.
Il 1º novembre 1914 la squadra di von Spee si scontrò con una formazione britannica al largo di Coronel, lungo la costa del Cile: i britannici subirono una netta sconfitta e il Dresden, insieme all'incrociatore SMS Leipzig, contribuì al danneggiamento dell'incrociatore HMS Glasgow.
L'8 dicembre seguente le navi di von Spee si diressero alle isole Falkland per compiere un'incursione contro la locale base britannica, finendo però per scontrarsi con una superiore formazione navale nemica: l'unità tedesca finì completamente spazzata via e lo stesso von Spee ucciso, ma il Dresden, unica nave della formazione dotata di turbine a vapore che gli garantivano di conseguenza una maggiore velocità, riuscì a dileguarsi facendo rotta verso ovest e doppiando Capo Horn dopo aver seminato gli inseguitori britannici.

### L'affondamento
Il Dresden passò i giorni successivi a cercare di far perdere le sue tracce spostandosi in lungo e in largo per la costa del Cile; l'8 marzo 1915 l'incrociatore si trasferì nella baia di Comberland dell'isola di Más a Tierra (oggi "isola di Robinson Crusoe"), ormai a corto di carburante e con gravi problemi tecnici ai motori. Il 14 marzo seguente una squadra britannica con gli incrociatori HMS Kent e Glasgow giunse al largo dell'isola: infrangendo la neutralità delle acque cilene, il Glasgow aprì il fuoco sull'immobile Dresden colpendolo più volte e causando otto morti e sedici feriti tra l'equipaggio; l'incrociatore alzò bandiera bianca e inviò un ufficiale, il tenente Wilhelm Canaris, a parlamentare con i britannici e guadagnare tempo mentre Lüdecke predisponeva l'autoaffondamento: verso le 11:15, con l'insegna di guerra ancora issata, l'incrociatore esplose e affondò dopo essere stato evacuato dai tedeschi.
L'equipaggio si rifugiò sulla terraferma cilena e fu qui internato dalle autorità locali: circa un terzo dei marinai rifiutò di ritornare in Germania al termine della guerra scegliendo di rimanere in Cile; un piccolo numero, al contrario, sfuggì dalla detenzione e cercò di rientrare in patria: tra questi vi fu Canaris che, trovato un imbarco in Argentina, riuscì a raggiungere la Germania nell'agosto del 1915, divenendo poi un importante esponente dei servizi segreti tedeschi. Il relitto del Dresden continua a giacere nel punto dove è affondato, circa 60 metri sotto il pelo dell'acqua, ed è frequentemente meta di immersioni di subacquei; nel febbraio del 2006 sommozzatori tedeschi e cileni recuperarono dal relitto la campana dell'incrociatore, poi donata dal Cile al museo delle forze armate tedesche nel novembre del 2008.